# The Very Best... And Beyond
The Very Best... And Beyond (En español puede traducirse como: Lo mejor... Y más allá) es un álbum musical de la banda de rock, Foreigner. Lanzado el 22 de septiembre de 1992 por sello discográfico Atlantic Records, fue relanzado por mismo sello discográfico el 3 de abril de 2007 bajo el nombre de «Greatest Hits: The Very Best...And Beyond», como así también fue lanzado por Rhino Records el 30 de abril del mismo año con el mismo nombre. En la fecha 11 de diciembre de 2012 fue lanzada una versión limitada del álbum en Japón por WEA Japan.
El álbum posee principalmente una recopilación de canciones creadas por Foreigner a partir de toda su carrera musical hasta la fecha de su lanzamiento. Este posee 3 canciones nuevas estrenadas en el álbum, «Soul Doctor». «Prisoner Of Love» y «With Heaven On Our Side», 2 de estos temas fueron proyectados en singles luego de su incorporación en el presente. Este contiene en el libro ilustrado del disco un relato sobre la creación del álbum por parte de Vic Garbarini.

## Lista de canciones
| N.º | Título                             | Escritor(es)                                                          | Duración |  |
| 1.  | «Soul Doctor»                      | Mick Jones, Lou Gramm                                                 | 4:51     |  |
| 2.  | «Prisoner of Love»                 | Mick Jones, Lou Gramm                                                 | 5:15     |  |
| 3.  | «With Heaven on Our Side»          | Mick Jones, Lou Gramm, Johnny Edwards, Parthenon Huxley, Steve Schiff | 5:16     |  |
| 4.  | «Juke Box Hero»                    | Lou Gramm, Mick Jones                                                 | 4:19     |  |
| 5.  | «Hot Blooded»                      | Lou Gramm, Mick Jones                                                 | 4:24     |  |
| 6.  | «Cold as Ice»                      | Mick Jones, Lou Gramm                                                 | 3:20     |  |
| 7.  | «Head Games»                       | Lou Gramm, Mick Jones                                                 | 3:27     |  |
| 8.  | «Waiting for a Girl Like You»      | Mick Jones, Lou Gramm                                                 | 4:50     |  |
| 9.  | «Urgent»                           | Mick Jones                                                            | 4:29     |  |
| 10. | «Double Vision»                    | Mick Jones, Lou Gramm                                                 | 3:43     |  |
| 11. | «I Want to Know What Love Is»      | Mick Jones                                                            | 5:03     |  |
| 12. | «Say You Will»                     | Mick Jones, Lou Gramm                                                 | 4:11     |  |
| 13. | «That Was Yesterday»               | Mick Jones, Lou Gramm                                                 | 3:46     |  |
| 14. | «I Don't Want to Live Without You» | Mick Jones                                                            | 4:53     |  |
| 15. | «Rev on the Red Line»              | Al Greenwood, Lou Gramm                                               | 3:34     |  |
| 16. | «Dirty White Boy»                  | Mick Jones, Lou Gramm                                                 | 3:38     |  |
| 17. | «Feels Like the First Time»        | Mick Jones                                                            | 3:51     |  |

## Listas musicales de álbumes
| 1992                      |                    |     |
| Bandera de Estados Unidos | U.S. Billboard 200 | 123 |

## Créditos
| - Productores - Duane Baron (Encargado también de la ingeniería) - Lou Gramm - Mick Jones - John Purdell (Encargado de ingeniería, como músico adicional y vocales de fondo) - Productores y coproductores de las pistas recopiladas - Frank Filipetti - Robert Lange - Keith Olsen - Alex Sadkin - Roy Thomas Baker - Ian McDonald - John Sinclair - Gary Lyons - Mezcla - Mike Fraser en A&M Studios, Los Ángeles, California. - Ingeniería - Mike Bosley - Asistencia en ingeniería - Ken Paulakovich - Peter Magdaleno - Masterización - Ted Jensen en Sterling Sound, Nueva York . - Mánager de Producción - Kevin Jones - Asistente de Producción - Steve Nider | - Asistente de estudio - Michael McConnell - Dirección de arte - Melanie Nissen - Tom Bricker - Fotografía de la portada - Scott Morgan - Músicos principales - Lou Gramm (Vocales) - Mick Jones (Guitarra y vocales de fondo) - Ian McDonald (teclado, flauta, guitarra y vocales de fondo ) - Al Greenwood (Teclado) - Ed Gagliardi (Bajo) - Rick Wills (Bajo) - Dennis Elliot (Percusión). - Músicos Adicionales - Mark Schulman - Schuyler Deale - Robin Seratte - Robin Zander (Vocales) - Vocales de fondo - Sheryl Crow - Beth Hooker - Marilyn Martin |